# Болдовкин, Василий Иванович
Василий Иванович Болдовкин (1903—1963) — комендант советского посольства в Тегеране (1923—1928), дипломатический курьер, близкий друг С. А. Есенина.

## Биография
Учился в Московском коммерческом училище. Под влияние старшего брата П. И. Чагина (Болдовкина) в 1918 году вступил в Коммунистический союз молодёжи имени III Интернационала. В том же году был призван на работу в Московский уголовный розыск, из-за чего пришлось бросить учёбу.
Позже мобилизован в Красную Армию. Участник гражданской войны. В боях с белогвардейцами был тяжело ранен в левую ногу и всю оставшуюся жизнь прихрамывал.
После окончания войны и демобилизации в 1922 году В. И. Болдовкин переехал с родителями в Баку, где его старший брат П. Чагин, был вторым секретарём ЦК Компартии Азербайджана.
Устроился на работу в Бакинский коммунхоз. В январе 1923 года В. И. Болдовкин был направлен в Персию (Иран) секретарем по закупкам шерсти и хлопка смешанного русско-персидского акционерного общества «Шарк» («Восток»).
С 1924 по 1928 год — комендантом Советского посольства в Тегеране и дипломатический курьер. В 1928 году возвратился в Баку, где и прожил до конца своей жизни.
Впоследствии работал в органах НКВД, начальником отдела информации и пропаганды объединения «Азнефть», в управлении шоссейных дорог «Ушосдоре». С 1954 года — заместитель директора Карадагского цементно-гипсового комбината.
Был близким другом Сергея Есенина, который с большой теплотой отзывался о нём. Несколько раз спасал поэта от верной смерти. Оставил мемуары о встречах с поэтом во время его пребывания в Баку.
Умер в 1963 и был похоронен в Баку.
Старший брат — П. И. Чагин, известный советский журналист, партийный и издательский работник, литературный деятель, также друг Сергея Есенина.

## Из библиографии
- Книжки про нефть, стихи В. Болдовкина, картинки М. и С. Власовых [Баку — М.] Азнефтеиздат, 1934. — 16 стр. Напеч. в Баку.[2][3]